# Sepioteuthis lessoniana
Espèce
Répartition géographique
Le Calmar récifal à grandes nageoires (de l'anglais Bigfin Reef Squid) (Sepioteuthis lessoniana) est une espèce de calmar de la famille des Loliginidés.

## Description
Ce calmar légèrement aplati est pourvu d'une grande nageoire continu sur tout le pourtour de son manteau, large et fine, qui le fait parfois prendre pour une seiche (d'où le nom scientifique du genre). Il mesure de 25 à 35 cm et parfois peut atteindre une taille de 45 cm. Le corps est translucide, mais parcouru de reflets métalliques verts ou bleutés, et moucheté de points scintillants pouvant émettre de la lumière par bioluminescence (ces organes spéciaux contiennent des bactéries bioluminescentes). Les yeux sont énormes par rapport au corps, reflétant la lumière de manière très vive, avec des reflets verts (notamment vus du dessus). Ces calmars sont pourvus de dix tentacules, mais seuls huit sont visibles en temps normal, les deux tentacules de chasse étant dissimulés.

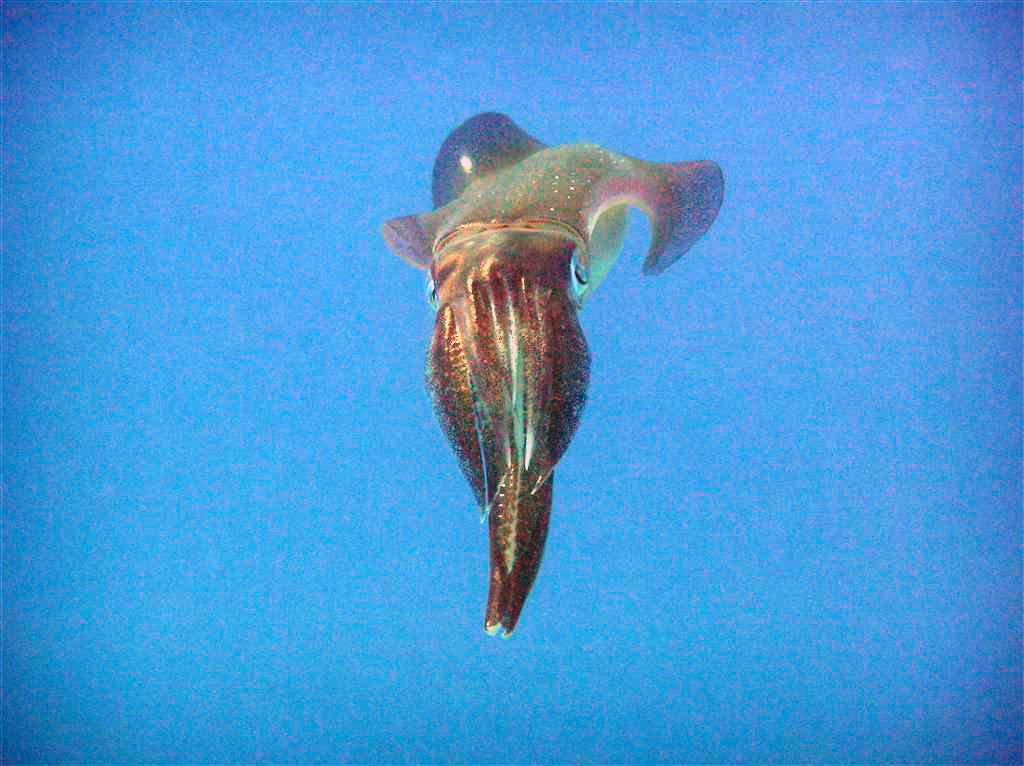
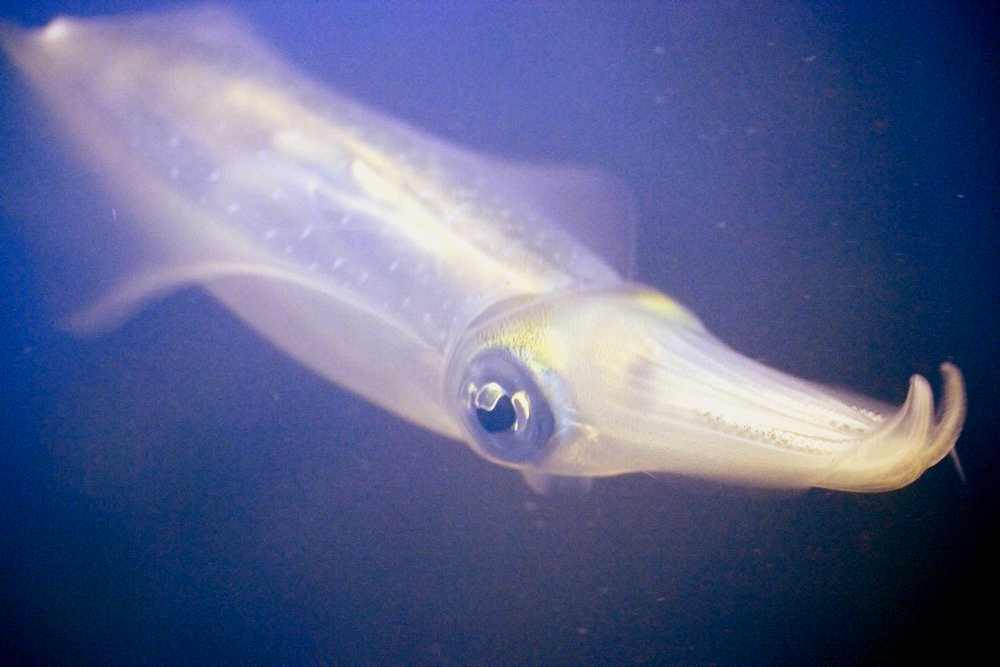
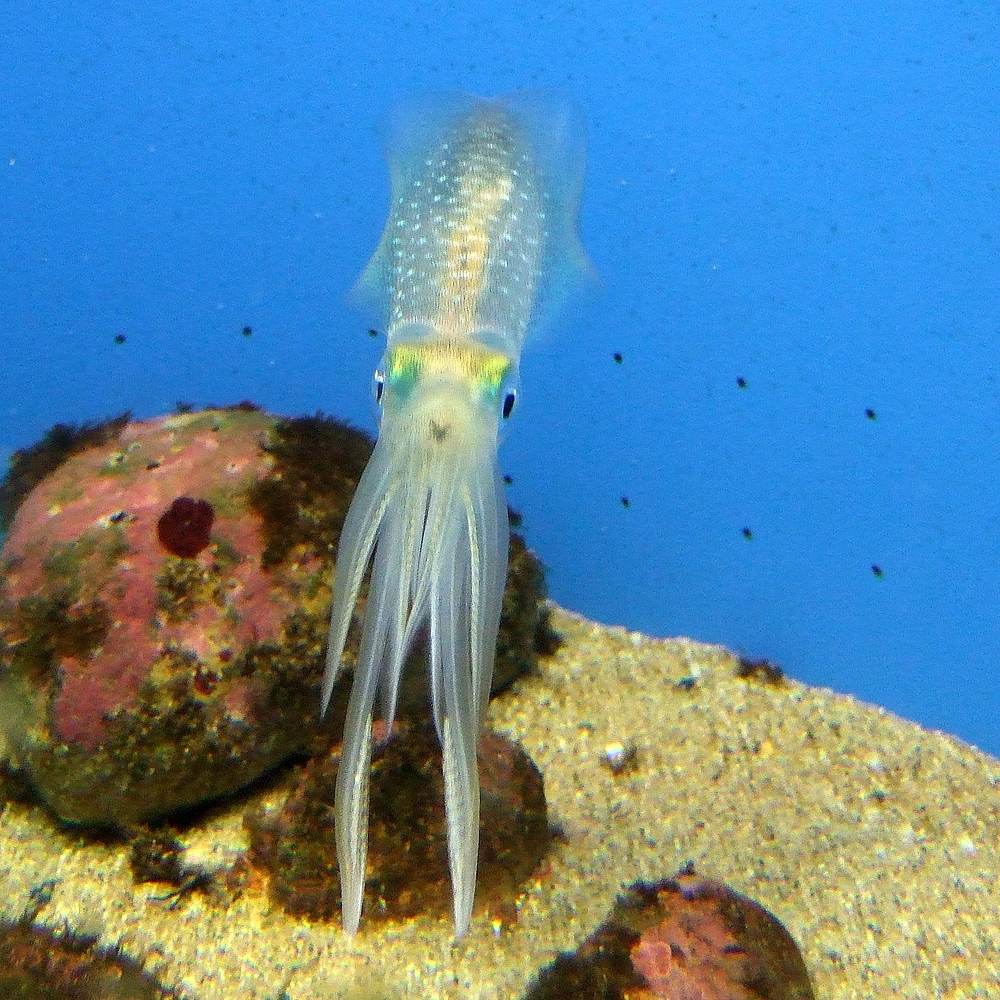
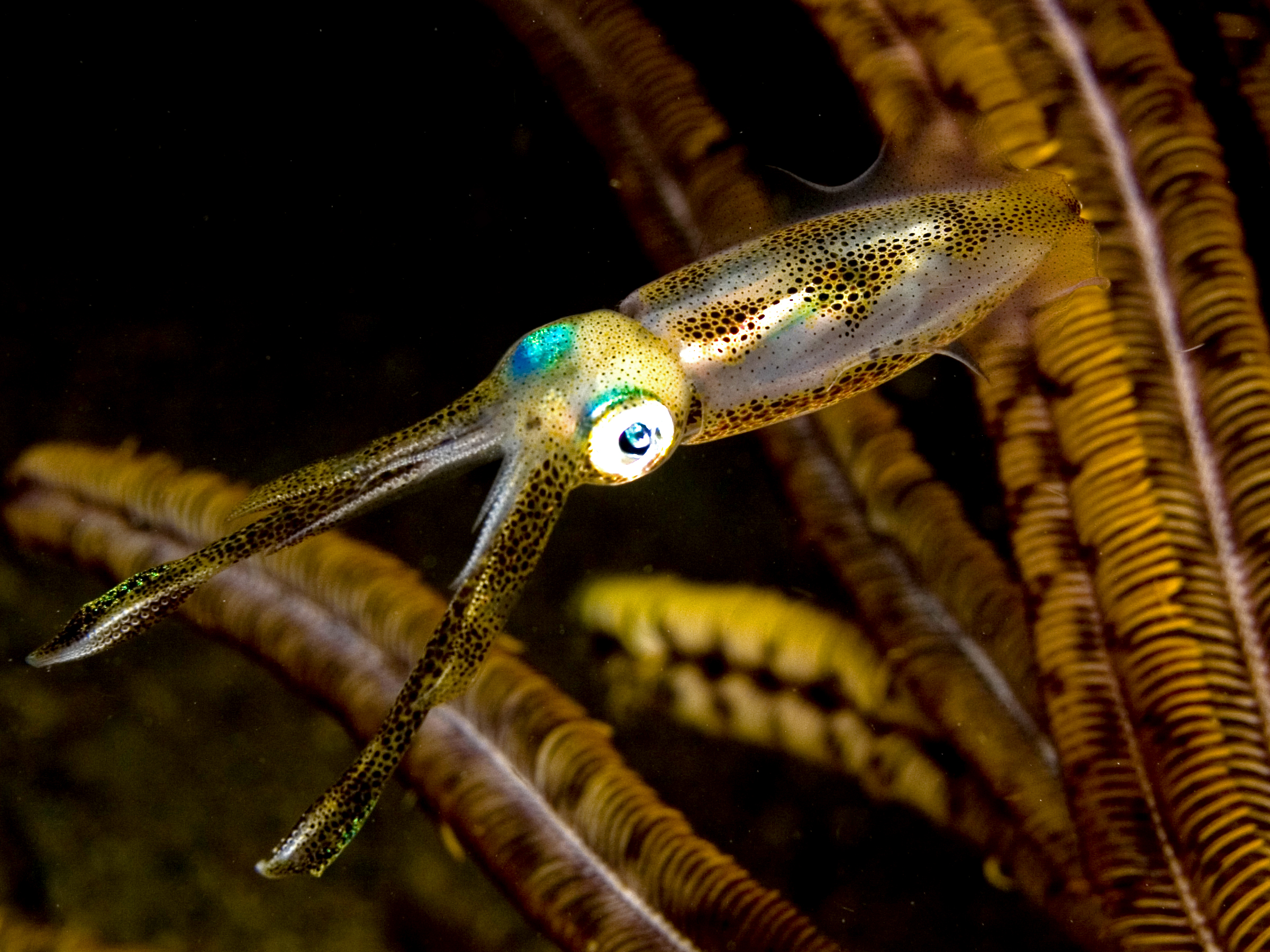
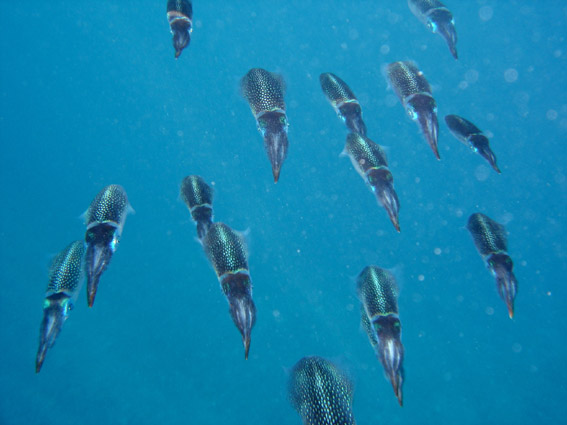
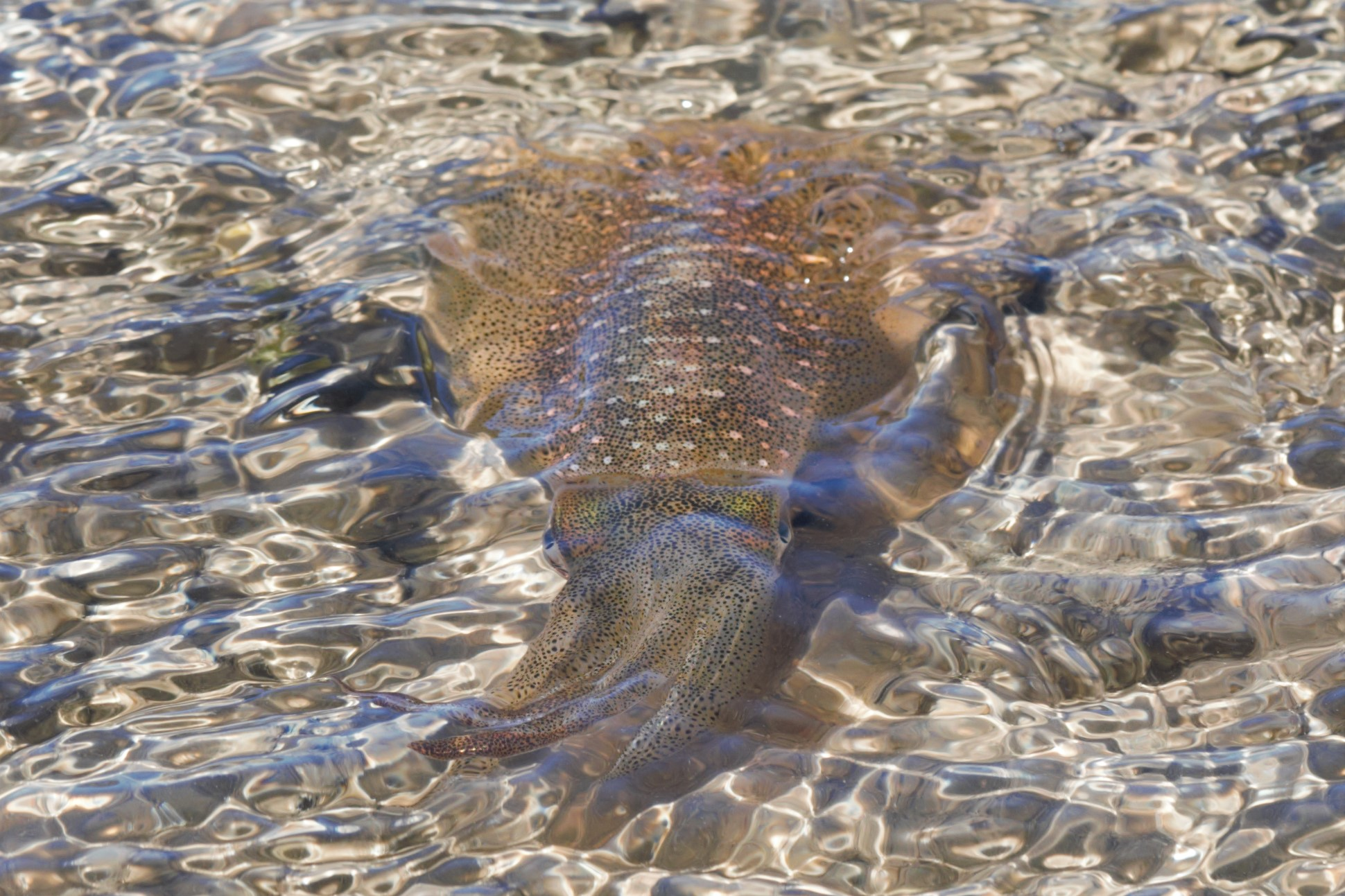
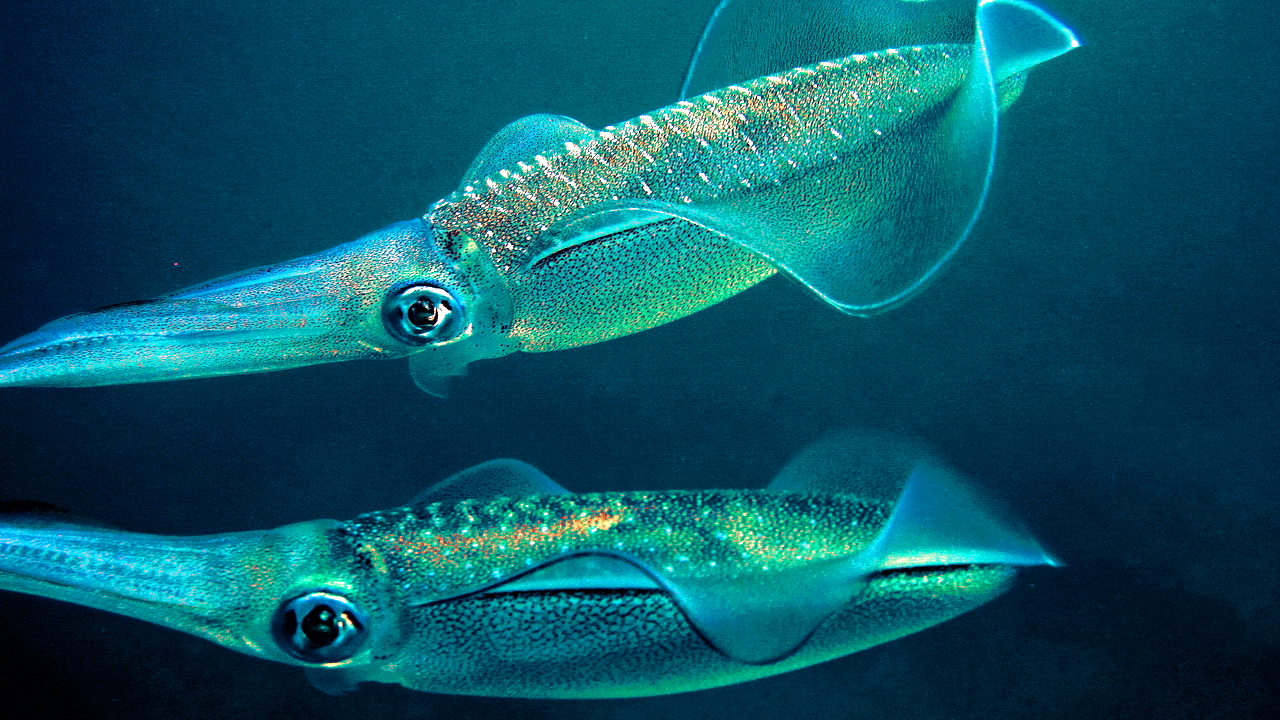

## Distribution
Cette espèce se rencontre dans l'océan Indien et l'océan Pacifique ouest.

## Référence
- Lesson, 1831 : Voyage autour du monde exécuté par Ordre du Roi, sur la Corvette de Sa Majesté, La Coquille pendant les années 1822, 1823, 1824 et 1825.

## Synonymes
- Sepioteuthis arctipinnis Gould, 1852
- Sepioteuthis brevis Owen, 1881
- Sepioteuthis doreiensis Quoy, 1835 in Férussac and D'Orbigny, 1834-1848
- Sepioteuthis guinensis Quoy and Gaimard, 1832
- Sepioteuthis hemprichii Ehrenberg, 1831
- Sepioteuthis indica Goodrich, 1896
- Sepioteuthis krempfi Robson, 1928
- Sepioteuthis lunulata Quoy and Gaimard, 1832
- Sepioteuthis malayana Wülker, 1913
- Sepioteuthis mauritiana Quoy and Gaimard, 1832
- Sepioteuthis neoguinaica Pfeffer, 1884
- Sepioteuthis sieboldi Joubin, 1898
- Sepioteuthis sinensis D'Orbigny, 1848 in Férussac and D'Orbigny, 1834-1848